# Capnogryllacris pictipes
Capnogryllacris pictipes är en insektsart som först beskrevs av Heinrich Hugo Karny 1925.  Capnogryllacris pictipes ingår i släktet Capnogryllacris och familjen Gryllacrididae. Inga underarter finns listade i Catalogue of Life.